# El prófugo (película de 1931)
Para otros usos, ver: The Squaw Man.
El prófugo es una película estadounidense dirigida por Cecil B. DeMille en 1931. Fue la tercera versión de la misma historia que él mismo había filmado a partir de la obra de teatro The squaw man, de gran éxito en Broadway, y la primera que se estrenó en España con el título de El prófugo. También fue la primera versión con sonido. Está protagonizada por Warner Baxter en el papel del capitán James Winnegate, cuya familia tiene una gran propiedad en Inglaterra, y Lupe Vélez en el papel de la india squaw.

## Argumento
James cae en desgracia cuando asume la culpa de su primo Henry, quien se había apoderado de un dinero de la familia destinado a una obra de caridad. Entonces, se ve obligado a huir al Salvaje Oeste, donde compra un rancho en Montana. Varios años después, Henry se presenta con su esposa Diana, de quien James estaba enamorado en secreto. Más tarde, una india squaw, palabra despectiva que se usaba para definir a las mujeres nativas, le salva la vida en varias ocasiones, y James tiene un hijo con ella y se casan. Finalmente, vuelve Diana con la noticia de que Henry ha muerto y James decide enviar a su hijo a Inglaterra. Su mujer indígena, viendo que no puede evitar la pérdida de su hijo, se suicida para que Henry pueda volver con Diana y el drama cumina.

## Producción y distribución
DeMille había hecho dos versiones anteriores de esta historia en 1914  y 1918, y decidió hacer una tercera con sonido después del éxito de otras películas de gran presupuesto como En el viejo Arizona, Billy the Kid y La gran jornada. 
Los derechos de la película fueron difíciles de adquirir y muy caros, ya que la MGM tuvo que negociar con Paramount Pictures y Warner Brothers. Muchas de las escenas fueron rodadas en Arizona. 
Viendo que el coste se disparaba, el productor Nicholas Schenck trató de abandonar la producción, pero fue persuadido de que hacerlo le costaría también muy caro, y se acabó de hacer como estaba previsto. Finalmente, costó en torno a 722 000 dólares y perdió 150 000 dólares en su estreno inicial. A pesar de las pérdidas financieras y los problemas de producción, la película fue bien recibida por la crítica.
El prófugo fue la última película de DeMille con la MGM antes de volver a Paramount Pictures. Su siguiente trabajo sería El signo de la cruz, de gran éxito.